# آب و هوای ایران
آب و هوای ایران کتابی از احمد حسین عدل است که در سال ۱۳۳۹ منتشر و برندهٔ جایزه کتاب سال سلطنتی شد.